# Oratorio di Sant'Ambrogio (Prato)
L'oratorio di Sant'Ambrogio di Prato sorge in piazza Mercatale.

## Storia e descrizione

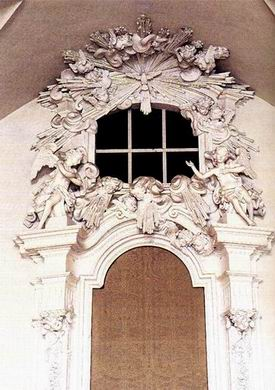
Gli stucchi nell'interno della chiesa

Posto sul lato meridionale della piazza, di fianco all'ampio palazzo Gini, fu fondato nel Trecento da Ambrogio di Benricordato da Filettole e poi ristrutturato dai Gini intorno al 1710 che lo tolsero dal degrado in cui era caduto.  La facciata è inquadrata da sottili lesene in arenaria che sorreggono il timpano; l'interno, coperto da snella volta a botte con unghiature, ha sul fondo un ricco altare in stucco, mentre sulle pareti restano tele con Storie Sacre (1714-19), alcune delle quali furono dipinte da Giovanni Antonio Pucci.
Attualmente l'oratorio è sconsacrato.